# Grambker Heerstraße

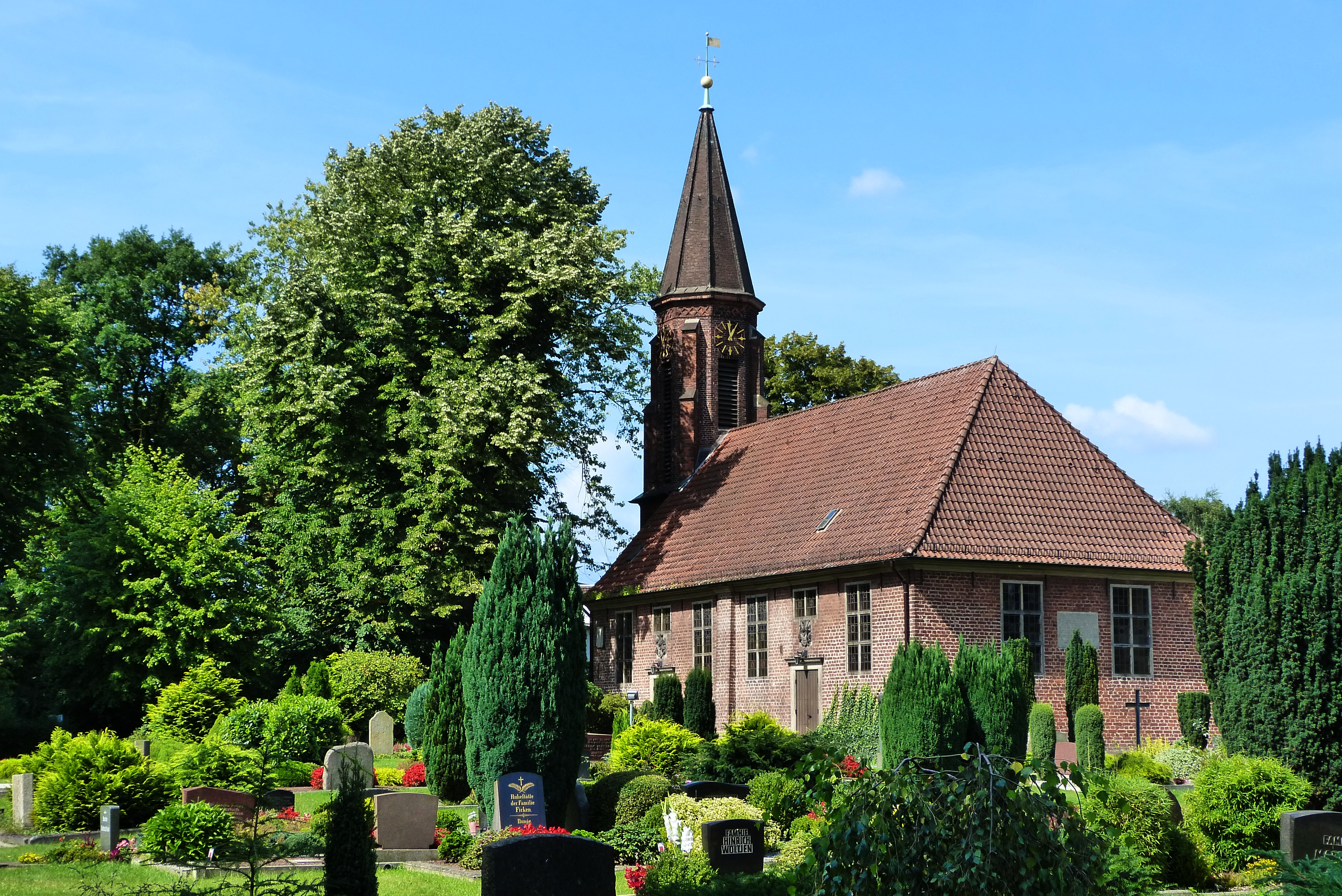
Grambker Kirche

Die Grambker Heerstraße ist eine zentrale Durchgangs- und Erschließungsstraße in Bremen, Stadtteil Burglesum, Ortsteil Burg-Grambke. Sie führt in Süd-Nord-Richtung von der Oslebshauser Heerstraße bis zur Burger Heerstraße durch Grambke nach Burg.
Die Querstraßen und Anschlussstraßen wurden benannt u. a. als Oslebshauser Heerstraße nach dem Ortsteil, Bundesautobahn 281, Auf den Sandbreiten 1990 nach einer Flurbezeichnung, Grambker Kirchweg nach der Kirche von 1687, Grambker Dorfstraße nach dem Dorf, Auf den Delben 1927 nach einer Flurbezeichnung, Mittelsbürener Landstraße nach dem Ort und früheren Ortsteil von Büren, Am Niederhof nach einem alten Hof, Dwerhagenstraße nach der Rats- und Senatorenfamilie Dwerhagen, Ellerbuschort nach einer Flurbezeichnung (ndt. Eller = Erle), Im Föhrenbrok nach einer Flurbezeichnung (Föhren = Kiefern, brok = Bruch als Geländeverwerfung), Am Geestkamp nach einer Flurbezeichnung (ndt. kamp = Feld), Grambker Geest nach einer Flurbezeichnung, unbenannter Weg, Sinaistraße nach der Halbinsel von Ägypten mit dem Berg Sinai (Mosesberg), An Smidts Park nach dem früheren Park des Politikers und Theologen Bürgermeister Johann Smidt (1773–1857), unbenannter Weg und Burger Heerstraße 1916 nach der 1821/22 gebauten Straße; ansonsten siehe beim Link zu den Straßen.

## Geschichte

### Name
Die Grambker Heerstraße wurde nach dem Dorf benannt. Grambke hieß um 1200 Grambeke und war der Name einer Ministerialenfamilie, die hier ihren Sitz hatte. In Bremen und Umzu  wurden viele Heerstraßen nach 1800 gebaut oder Chausseen als Heerstraßen benannt (siehe Bremer Straßen).

### Entwicklung
Das alte Dorf Grambke auf der Bremer Düne gehörte zum Erzstift Bremen und im 15. Jahrhundert zum Goh Werderland. 1722 wurde die barocke Grambker Dorfkirche erbaut und 1864 mit einem neugotischen Turm von 1864 ergänzt. 1803 wurden Burg und Grambke Bremer Landgebiet. 1850 kam Grambkermoor zu Grambke. 1905 hatte Grambke 1620 Einwohner, 1921 wurde es eingemeindet.
Nach dem Zweiten Weltkrieg fand eine intensive Wohnbebauung in dem vom Krieg stark betroffenen Ortsteil statt. Die alte Schule an der Grambker Heerstraße erhielt 1952 eine Turnhalle.
Ursprünglich führte die Grambker Heerstraße ab den Straßen Auf den Heuen / Dohlenstraße den Heerstraßenzug von der Oslebshauser zur Burger Heerstraße fort. Aufgrund der Verordnung über die Neuordnung der stadtbremischen Verwaltungsbezirke vom 23. Februar 1951 wurde die Stadtteilgrenze Gröpelingen/Burglesum nordwestwärts zur Brücke der Hafeneisenbahn verlagert und das betroffenen Teilstück der Grambker Heerstraße der Oslebshauser Heerstraße zugeordnet.

### Verkehr
Die Grambker Heerstraße war früher Teil der Bundesstraße 6 und wurde durch die Autobahn A 27 ersetzt.
Im Nahverkehr in Bremen durchfahren die Buslinien 90 (Gröpelingen ↔ Neuenkirchen), 91/92 (Gröpelingen ↔ Rönnebeck), 93 (Gröpelingen ↔ Marßel), 95 (Gröpelingen ↔ Bockhorn) und teilweise 80/81 (Gröpelingen ↔ Industriehäfen) sowie 660 (Bremen Hbf – Hagen) und 680 (Gröpelingen – Wallhöfen) die Straße.

## Gebäude und Anlagen
An der Straße stehen überwiegend ein- und dreigeschossige Wohnhäuser.
Bremer Baudenkmale
- Kirchweg Nr. 6: Evangelische barocke Grambker Kirche von 1722 als einschiffige Backsteinkirche mit neugotischem Turm von 1864.[3]

Erwähnenswerte Gebäude und Anlagen
- Bundesautobahn 281 ohne Anschluss, sie führt zur Bundesautobahn 27 (Cuxhaven–Autobahndreieck Walsrode)
- Brücke unter der Eisenbahnstrecke zum Industriehafen
- Nr. 5: 1-gesch. Gebäude von um 1900
- Nr. 10: 1-gesch. Industriehalle der FEAG Bremen für Elektrotechnik und Photovoltaik
- Bis Grambker Kirchweg: Grambker Kirche (s. oben) mit Pfarramt und evangelischer Friedhof aus dem 17. Jahrhundert mit dem Grabstein von 1698 für eine „ehr- und tugendsame Frau“.
- Nr. 24 und 28c: Zwei 1-gesch. verputzte Wohnhäuser von um 1900 mit Krüppelwalmdach
- Nr. 38: 1- bis 2-gesch. Wohnhaus mit Mansarddach, dahinter rotsteinsichtiges Bauernhaus mit Krüppelwalmdach
- Nr. 46: 1-gesch. historisierendes Wohnhaus mit Zwerchgiebel und Fassadenelementen des Neoklassizismus und der Renaissance
- Nr. 49: 1-gesch. neuerer Flachdachbau
- nach Nr. 48 bis 92: Grünfläche und Kleingärten, dahinter der 40 ha große Sportparksee Grambke mit Regattastrecke und Badestrand
- Zwischen Nr. 65 bis Am Geestkamp: Parkähnliche Grünzone mit langgestrecktem 2,4 ha großen Grambker See, der als Badesee genutzt wird mit Grambker Seebad im östlichen Bereich
- Am Geestkamp Nr. 3: Hier stand von 1953 bis um 1962 das Bremer Kino Wilhelmshöhe (Lichtburg) mit 348 Plätzen
- Nr. 118: 2-gesch. neuere, verklinkerte Wohnanlage mit Staffelgeschoss
- Nr. 121: 1- und 2-gesch. Grundschule Grambke (Schule an der Grambker Heerstraße) mit 182 Kindern (2019)
- Nr. 137: 1-gesch. KiTa Grambke der AWO
- Grünanlage mit dreigeteiltem Burger See